# Chiesa dei Santi Pietro e Paolo (Valgoglio)
La chiesa dei Santi Pietro e Paolo è il principale luogo di culto cattolico della frazione Novazza del comune di Valgoglio, in provincia di Bergamo, posta all'inizio della località.

## Storia
La presenza di una chiesa nella frazione di Novazza di Valgoglio dedicata ai santi Pietro e Paolo, viene documentata attraverso i lasciti già nel XV secolo di cui il primo datato 1º settembre 1401. I lasciti testamentari erano destinati a lavori di completamento di un edificio già esistente. Il più antico risale al 14 aprile 1405. Sono presenti lasciti anche nel 1478.
Nel 1666 la torre campanaria ebbe problemi di stabilità, fu quindi sostituita con una nuova.

La chiesa però nel XIX secolo risultava essere obsoleta e non più idonea alla comunità, si decise quindi di riedificarla. La nuova chiesa fu eretta nel 1858 in stile gotico, avvicinabile alla chiesa progettata dal Caniana del vicino capoluogo di Ardesio e proprio dal vicario di questa comunità, fu consacrata il 26 settembre 1863.

## Descrizione

### Esterno
L'esterno della chiesa che è rivolta a sud/est, è preceduto da un sagrato in ciottolato. La facciata dalle linee semplici, divisa su tre ordini, da cornici marcapiano, riprende i progetti del Caniana del XVIII secolo. La facciata è divisa da due lesene e presenta un unico ingresso centrale contornato in pietra e terminante con un timpano spezzat, sulla cui parte superiore è sormontato da un'apertura a tutto sesto che porta luce all'interno dell'aula.

### Interno
L'interno della chiesa, a cui si accede dalla gradinata composta da cinque alzate, si presenta a un'unica navata, con il presbiterio rialzato dall'aula centrale. Gli affreschi delle pareti e della volta sono opera di Ponziano Loverini eseguiti nel 1858 e raffigurano i passaggi principali della vita di san Pietro.

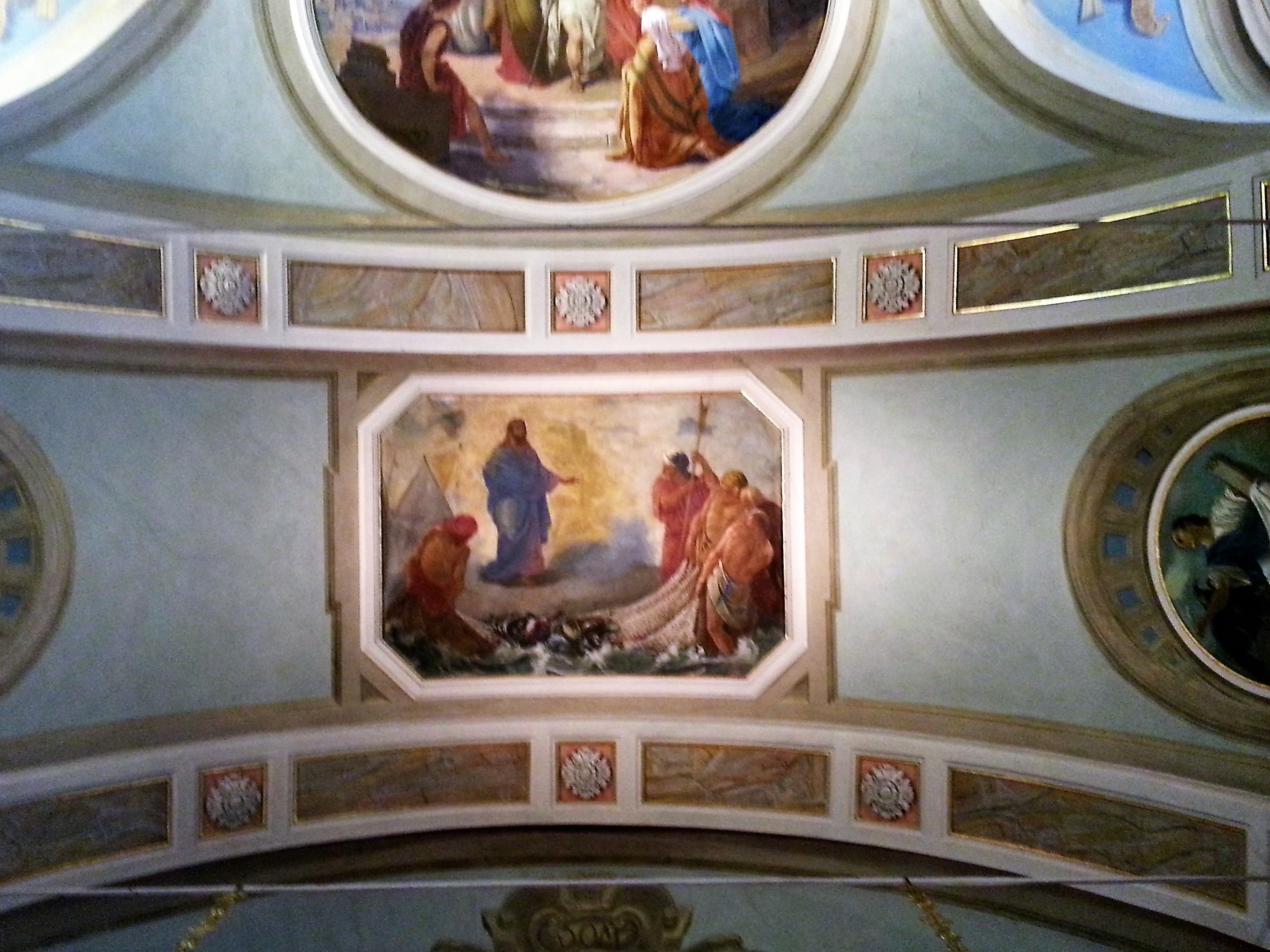
Chiesa di san Pietro e Paolo - affreschi Ponziano Loverini

L'aula ospita anche l'altare dedicato a sant'Antonio con il dipinto attribuito inizialmente a Domenico Carpinoni, è invece da considerarsi opera di un autore lombardo sconosciuto. La tela raffigura: santi Erasmo, Antonio Abate, e Rocco ed è stata oggetto di restauro nel 1990 a cura della Provincia di Bergamo e a opera di Caterina Castellani e Silvia Ravasio.